# Gaspar Bennazar

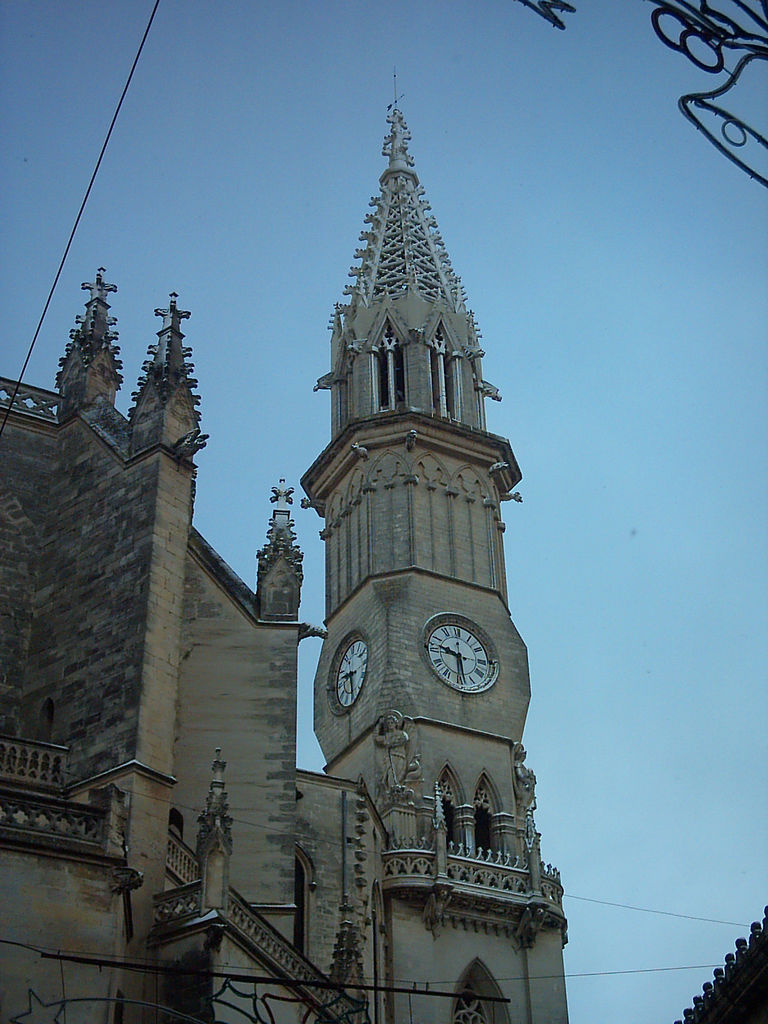
Iglesia de Santa María de los Dolores en Manacor.

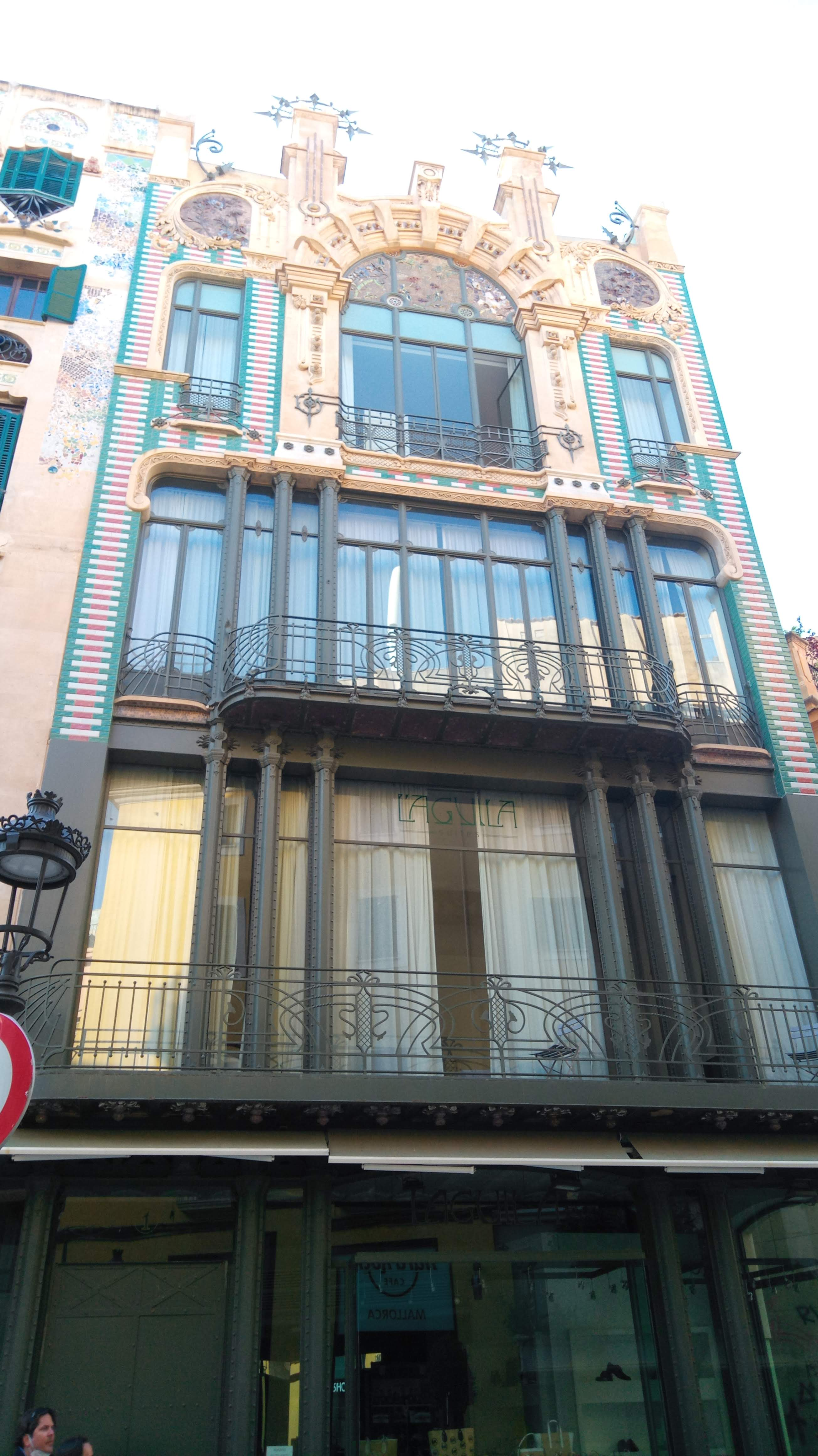
El Edificio El Águila fue construido por Bennazar con la colaboración de Jaume Alenyar.

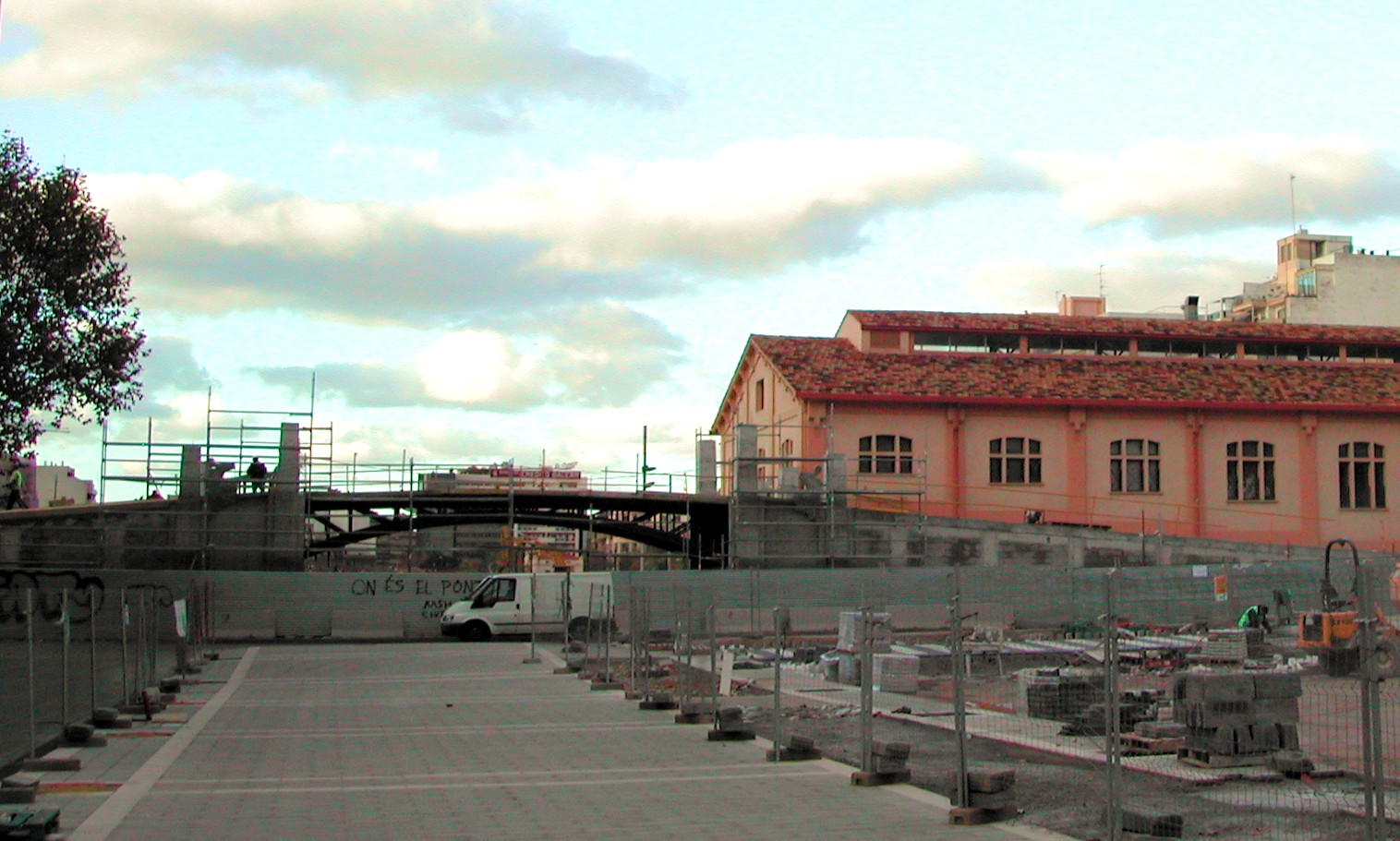
Reconstrucción del Pont d'es Tren en 2006.

Gaspar Bennazar Moner (Palma de Mallorca, 18 de agosto de 1869 - Barcelona, 15 de enero de 1933) fue un arquitecto y urbanista español, que tuvo un papel decisivo para la ciudad de Palma de Mallorca durante la aplicación del Plan Calvet de ensanche de la ciudad. Popularmente era conocido como "s'Arquitecte" (en catalán el Arquitecto). Entre sus obras destacan el Coliseo Balear, el matadero local (conocido como S'escorxador) o el Paseo Sagrera entre otras.

## Biografía
Gaspar Bennazar Moner nació en Palma de Mallorca en 1869, fue el quinto de ocho hermanos. Su padre, Antonio, era marino mercante de profesión y su madre se llamaba Catalina. Estudió Bachillerato en el Instituto Balear de Montesión. En el año 1899 obtiene el título de arquitecto en la Escuela Superior de Arquitectura de Madrid. En Mallorca ejerció varios cargos tras haber sido nombrado arquitecto de la diócesis de Menorca. En 1901 obtiene por oposición el cargo de arquitecto municipal de Palma. En ese momento la figura del arquitecto era muy importante, ya que en ese mismo año se había aprobado el plan Calvet para la reforma de la capital balear, que consistía en derribar las murallas y la construcción de un ensanche. Bennazar fue el encargado de llevar a cabo el plan.
En 1903 se casó con Amelia Munar, con la cual tuvo tres hijos. En los años siguientes realizó varios proyectos, como el edificio de la Caja de Ahorros de Baleares (1904) o el matadero municipal (1906), entre otros. La noche del 23 al 24 de junio de 1910, con motivo de la Exposición regional de Baleares, decidió darles una sorpresa a los palmesanos, por lo que se presentó en una explanada que había junto a la Lonja junto a 200 hombres que se trabajaron durante toda la noche. Al amanecer el día lo que varias horas atrás eran unos desmontes ahora aparecía como un precioso paseo junto al mar con sus farolas y sus bancos. Habían construido el Paseo Sagrera.
En 1917 presentó el Plan de Reforma de Palma, un proyecto en el que había trabajado durante cuatro años. A pesar de que el plan nunca se llegó a efectuar en él se incluían la construcción del Mercado del Olivar y del Paseo Marítimo.
Durante los últimos años en activo del arquitecto (1920 - 1933) sus proyectos se basaron, primero, en el arte mudéjar, y más adelante en los estilos neogótico, neorrenacentista y neobarroco. Entre sus obras durante este período destacan la iglesia parroquial de Esporlas (1923), el Es Pont d'es Tren o de Ses set aigos (1927), la Iglesia de los Dolores en Manacor (1929) y la Plaza de Toros de Palma de Mallorca o Coliseo Balear (1929).
Falleció el 15 de enero de 1933, a la edad de 63 años, en la ciudad de Barcelona, donde había acudido a un congreso de arquitectura. Su cuerpo fue trasladado hasta su ciudad natal el barco Ciudad de Barcelona

## Obras
Entre los edificios y proyectos realizados por Bennazar durante sus más de treinta años como arquitecto destacan los que aparecen a continuación por orden cronológico. Todos están localizados en la isla de Mallorca y la mayoría en la capital, Palma.
- Teatro Lírico (1900)
- Edificio Can Mulet (1903)
- Edificio Can Salas (1903)
- Edificio Caixa d'Estalvis (1904)

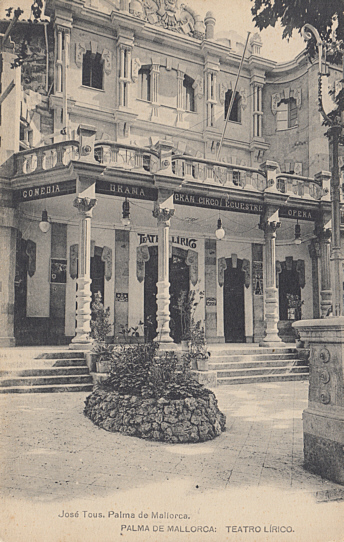

- Iglesia San Alonso Rodríguez, Puente de Inca (1904)
- Hotel Príncipe Alfonso, Cala Mayor (1906)
- Edificio Can Coll (1907, junto con Jaime Aleñar)
- Almacenes El Águila (1908)
- Edificio El Triquet (1909)
- Escalera del Ayuntamiento (1909)
- Columna barométrica y bancos de Plaza España (1910)
- Paseo Sagrera (1910)
- Iglesia de San Agustín (Ca's Català) (1910, derribada el 1963).
- Escuela Graduada (1912)
- Puente de Es Fortí (1915)
- Edificio Cristal (1916)
- Puente de en Moranta (1917)
- Mirador de la catedral (1918)
- Templete del Velódromo de Tirador (1918)
- Casa Tous (1922)
- Iglesia parroquial de Esporlas (1923)
- Es Pont d'es Tren o Pont de ses set aigos (1927)
- Casa Bibiloni (1928)
- Coliseo Balear (1929)
- Iglesia de los Dolores, Manacor (1929)
- Casa Nét (1929)
- Hipódromo Alfonso XIII, Inca (1929)
- Cine Born (1931)
- Chalet para Francisco Serra Ferrer, Inca (1932)

## Premios
- 1906: La Exposición Nacional de Bellas Artes premia su proyecto de Matadero municipal (S'Escorxador).
- 1996: El Ayuntamiento de Palma de Mallorca le nombra Hijo Ilustre de la ciudad.[4]
- La vía principal del barrio palmesano de Plaza de Toros lleva su nombre.